# Fortuneleptura
Fortuneleptura is een kevergeslacht uit de familie van de boktorren (Cerambycidae). De wetenschappelijke naam van het geslacht werd voor het eerst geldig gepubliceerd in 1979 door Villiers.

## Soorten
Fortuneleptura is monotypisch en omvat slechts de volgende soort:
- Fortuneleptura cameneni Villiers, 1979